# Кшикоси (гміна Домб'є)
Кшикоси (пол. Krzykosy) — село в Польщі, у гміні Домб'є Кольського повіту Великопольського воєводства.
Населення — 92 особи (2011).
У 1975—1998 роках село належало до Конінського воєводства.

## Демографія
Демографічна структура станом на 31 березня 2011 року:
|          | Загалом | Допрацездатний вік | Працездатний вік | Постпрацездатний вік |
| -------- | ------- | ------------------ | ---------------- | -------------------- |
| Чоловіки | 44      | 4                  | 32               | 8                    |
| Жінки    | 48      | 10                 | 24               | 14                   |
| Разом    | 92      | 14                 | 56               | 22                   |